# Al-Musayfirah
Al-Musayfirah (en arabe : المسيفرة, également orthographié Mseifreh ou Musayfra ou Messifré) est une ville du sud de la Syrie, faisant administrativement partie du Gouvernorat de Daraa, située à l'est de Daraa et à 37 kilomètres au sud-est de Damas. À proximité des localités de Kahil au sud-ouest, al-Jizah au sud, al-Sahwah au sud-est, 'Ara à l'est, Umm Walad au nord-est, al-Karak au nord, al-Ghariyah al Sharqiyah au nord-ouest et Saida à l'ouest. Al-Musayfirah s'étend sur une surface de 705 hectares. Selon le bureau syrien des statistiques, al-Musayfirah comptait une population de 10 466 habitants au recensement de 2004. C'est le centre administratif du canton al-Musayfirah nahiyah, qui se compose de quatre localités pour une population de 32 473 habitants en 2004. Ces derniers temps (2009), sa population était estimée à environ 13 600 habitants. La plus grande famille présente est le clan al-Zu'bi (al-Zoubi).
Al-Musayfirah fut le centre comme le centre du al-Qadiriyyah Soufi pendant les périodes Ottomanes et françaises. La ville est connue pour avoir été le siège d'une grande bataille entre l'Armée française et les rebelles Druzes lors de la Grande Révolte Syrienne en septembre 1925. La plupart de ses habitants furent chassés ou tués par les forces françaises avant et pendant le combat.
La ville est en grande partie dépendante de l'argent envoyé par les expatriés travaillant dans les États du Golfe persique. Les fonds des expatriés ont en grande partie permis la création d'un certain nombre d'espaces publics dans la ville : le Centre des affaires civiles, le bureau des Finances, le bâtiment du Croissant-Rouge, le bureau d'enregistrement de l'immobilier, la Banque agricole, l'École de santé, le tribunal, le Bureau des assurances et la pharmacie. L'agriculture est la principale activité génératrice de revenus internes, la production des olives étant la culture principale. On y cultive aussi blé, orge ainsi que des légumes. Le climat est généralement tempéré, avec des hivers doux et des étés chauds. Il y a cinq écoles maternelles, trois écoles primaires, une école technique secondaire et un collège, soit un total d'environ 3 800 élèves en 2010. Les habitants ont beaucoup souffert de la guerre civile Syrienne (morts, blessés, arrestations, etc.).

## Histoire

### Périodes ottomanes et françaises
La ville actuelle a été fondée au cours de l'époque Ottomane (1517-1917). En 1596 Musayfira apparait dans les registres fiscaux de l'empire, comme faisant partie de la nahiya de Butayna dans le Qada du Hauran. La population, entièrement Musulmane se composait de 22 ménages et de 18 personnes diplômées. Les taxes étaient payées sur le blé, l'orge, les céréales, les chèvres et/ou des ruches.
En 1838, lors de la fin de la domination Ottomane, al-Musayfirah était situé au sud d'Al-Shaykh Maskin, et fut classée comme un khirba (« village abandonné ») par un étudiant religieux, Eli Smith,. Tout au Long de cette époque et durant la domination française (1918-46), 16 villages de la région étaient contrôlés par le clan al-Zu'bi qui a également fourni de nombreux cheikhs à l'ordre Soufi al-Qadiriyyah, fondé par Abd al-Qadir al-Jilani. Alors que Khirbet al-Ghazaleh et Deir al-Bukht donnèrent de nombreux chefs au clan, al-Musayfirah fourni les chefs religieux aux al-Zu'bi. En septembre 1910 al-Musayfirah servi en tant que base de l'armée Ottomane , afin de lancer une expédition punitive contre les Druzes rebelles dans la région de Jabal al-Arab, à l'est de la ville. Le chef des rebelles, Yahya al-Atrash, fut arrêté par les autorités au cours de l'opération.
Au cours de la Grande Révolte Syrienne contre le Mandat français, le cheikh (« chef ») musulman d'al-Musayfirah, Muhammad al-Zu'bi, et ses cavaliers rejoignirent les rebelles druzes du Sultan Pacha al-Atrash dans le Jabal en août 1925. Al-Musayfirah fut ensuite le théâtre d'une grande bataille entre les forces françaises et les rebelles druzes, le 17 septembre. La bataille se solda par une victoire française et la mort de près de 300 à 400 rebelles. Cette permis au Français de prendre possession d'al-Suwayda le 24 septembre, ville dont ils se retirèrent deux mois plus tard. De nombreux habitants d'al-Musayfirah furent tués ou expulsés avant et pendant la bataille. Un monument fut plus tard érigée à al-Musayfirah en l'honneur des rebelles tués au cours de la bataille.

### Époque moderne
Le 29 juillet 2011, au cours de la guerre civile en Syrie (débutée en mars 2011), une manifestation anti-gouvernementale à al-Musayfirah fut dispersée par les forces de sécurité qui ouvrirent le feu sur la foule, tuant un civil. Au début septembre, des centaines de milliers de manifestants participèrent à des manifestations anti-gouvernementales dans la ville. Le 11 septembre, Reuters rapportait que 40 personnes d'al-Musayfirah avaient été arrêtées par les forces de sécurité, au travers d'une dizaine d'autres villes voisines, telles que al-Jizah et Busra al-Harir. Le 27 avril 2012, le journaliste du Financial Times Michael Peele rapportait qu'au cours d'un bref cessez-le-feu entre les forces gouvernementales et les rebelles, il a entendu « des centaines de voies scander "Dieu bénisse l'Armée Syrienne Libre" dans al-Musayfirah ». L'Armée Syrienne Libre est l'une des principales organisations armées en révolte contre le gouvernement de Bachar al-Assad. À l'époque, certains habitants ont dit qu'un tiers de la population de la ville de 15 000 habitants avait fui, et que des dizaines avaient été tuées depuis le début de la guerre.